# Bradley Kahlefeldt
Bradley Kahlefeldt (Temora, 21 luglio 1979) è un triatleta australiano.

## Carriera
Soprannominato "Sticky", nasce nel 1979 a Temora, Nuovo Galles del Sud (Australia), da genitori maratoneti.
Vince giovanissimo i mondiali di triathlon del 2002, categoria under 23, a Cancun (Messico) con quasi un 1'30" di vantaggio sullo svizzero Sven Riederer e sul britannico Stuart Hayes.
Brad raggiunge i posti alti della classifica in gare Élite di coppa del mondo già nel 2003, con il terzo posto a Nizza e ad Amburgo.
Nel 2004 si aggiudica per la prima volta i Campionati di triathlon di Oceania a Devonport.
Ai mondiali di Gamagōri del 2005, ottiene un brillante 3º posto assoluto, qualche manciata di secondi dietro al vincitore di giornata, suo connazionale, Peter Robertson e allo svizzero Reto Hug, che lo inserisce di diritto tra i migliori triatleti del campus.
Nel 2006 ha vinto 4 gare di coppa del mondo (Tiszaujvaros, Salford, Richards Bay e Doha) ed è arrivato 3º assoluto ad Amburgo. A Geelong vince nuovamente i campionati di Oceania con un tempo di 01:51:12. La vittoria più prestigiosa dell'anno la ottiene, tuttavia, ai Giochi del Commonwealth di Melbourne, sorprendendo più esperti triatleti del calibro di Bevan Docherty e Peter Robertson. Alla fine dell'anno sarà primo nel ranking mondiale, 4° in quello di coppa del mondo e verrà eletto "Triathleta dell'anno" in Australia e "Atleta dell'anno" nel Nuovo Galles del Sud.
Nel 2007 Brad ha vinto la gara di coppa del mondo di Mooloolaba, mentre è arrivato terzo a Kitzbuhel e a Lisbona. Tuttavia nello stesso anno sale di nuovo sul podio ai mondiali di Amburgo e si laurea per la terza volta Campione di Oceania vincendo la gara di Geelong davanti a Courtney Atkinson e al neozelandese Bevan Docherty.
Nel 2008 ha vinto la medaglia d'argento a tre gare di coppa del mondo (Tiszaujvaros, New Plymouth e Mooloolaba). Alle Olimpiadi di Pechino non va oltre un 16º posto assoluto.
Risultati di maggior spessore arrivano nel 2009, quando vince l'argento a due gare della serie dei campionati del mondo di triathlon (Tongyeong e Amburgo), si laurea per la quarta volta campione di Oceania ed è arrivato terzo alla gara di coppa di Mooloolaba.
Nel 2010 ha vinto la gara di coppa del mondo di Mooloolaba ed è arrivato 3º alla gara della serie dei campionati del mondo di triathlon di Seul.

## Titoli
- Campione del mondo di triathlon (Under 23) - 2002
- Campione dei Giochi del Commonwealth di triathlon (Élite) - 2006
- Campione di triathlon d'Oceania (Élite) - 2004, 2006, 2007 2009